# Doxophyrtis hydrocosma
Doxophyrtis hydrocosma är en fjärilsart som beskrevs av Edward Meyrick 1914. Doxophyrtis hydrocosma ingår i släktet Doxophyrtis och familjen Plutellidae. Inga underarter finns listade i Catalogue of Life.